# Яукеме
Яукеме (науатль Yauhqueme, дос. «сукня з перикона») — в ацтекській міфології, помічник Тлалока; один із чотирьох тлалоке, відповідальних за розподіл дощу на землі. Його ім'я пов'язане із однойменним пагорбом поблизу Атлакуїхуая (теперішня Такубая), де богам дощу приносили в жертву дітей. Був також божеством Отомі.
Його одяг складався з паперового капелюха, шлейфа із пір'я, смужки паперу на грудях, сандалів. Однією рукою він тримав брязкальце, а іншою — щит.